# Espaço matemático
Em geral, um espaço matemático é um conjunto de objetos matemáticos com uma estrutura associada. Essa estrutura pode ser especificada por várias operações nos objetos do conjunto. Essas operações devem satisfazer certas regras gerais, chamadas axiomas do espaço matemático.
Um espaço é um conjunto dotado de alguma estrutura matemática adicional. Alguns tipos de espaço matemático são o espaço vetorial e o espaço euclidiano -- este segundo um subtipo do primeiro.
Na geometria euclidiana e na mecânica clássica, o espaço euclidiano é definido como o conjunto de posições que possa ser descrito atribuindo-se a cada posição duas ou três coordenadas, respeitadas duas condições:
1. Validade do teorema de Pitágoras.
2. Respeito à norma euclidiana.

O espaço vetorial é usado para representar um universo de vetores.